# Hans-Stefan Heyne
Hans-Stefan Heyne (* 1949) ist ein deutscher Offsprecher, Synchronsprecher und Schauspieler.
Von 1955 bis 1965 wirkte er als Jugenddarsteller in Film, Theater, Funk und Fernsehproduktionen mit, u. a. 1964 in Ein langer Tag (Regie: Lothar Kompatzki). Nach dem Abitur 1967 absolvierte er ein Praktikum beim Norddeutschen Rundfunk. Zwischen 1970 und 1980 war er fester Aufnahmeleiter und Produktionsassistent beim NDR (Hoopers letzte Jagd, 1972). Zwischen 1980 und 1985 war er Produktionsleiter für Serien wie  Sonderdezernat K1, Unterhaltung, Auftrags- und Koproduktionen (national und international). Von 1985 bis 2011 war er freier Offsprecher bei der ARD-Tagesschau. Am 31. Dezember 2011 sprach er seine letzte Sendung um 20:00 Uhr. Seit 2012 ist er Freier Berater für Internationale Koproduktionen, Ankäufe, Programmauswahl, Programmsuche, Archivmaterialsuche, Verhandlung, Erstellung, Prüfung und Übersetzung von entsprechenden Verträgen.
Heyne spricht fließend Deutsch, Französisch, Englisch, Spanisch und Schwedisch.